# 香蕉船 (艇)
香蕉船（英語：Banana boat）是一種模仿外形香蕉的長形休閒用橡皮艇。進行水上運動時，通常用快艇在前快速拖行，由單一塊帆推動。遊戲者透過香蕉船考驗其平衡力。香蕉船上有繩給與遊戲者緊握。當玩香蕉船時必須穿上救生衣。

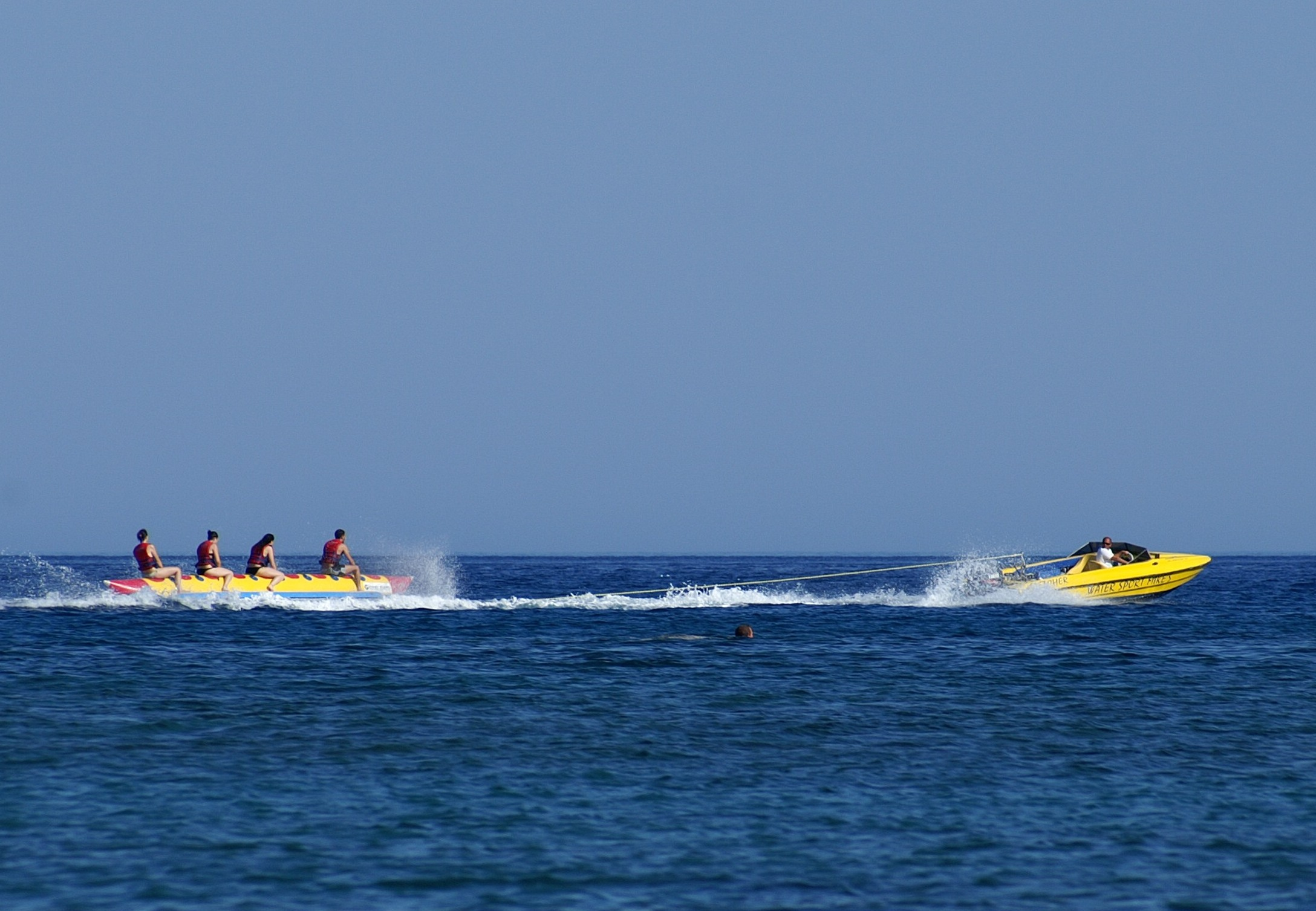
由快艇拖行中的香蕉船